# Willi Richter

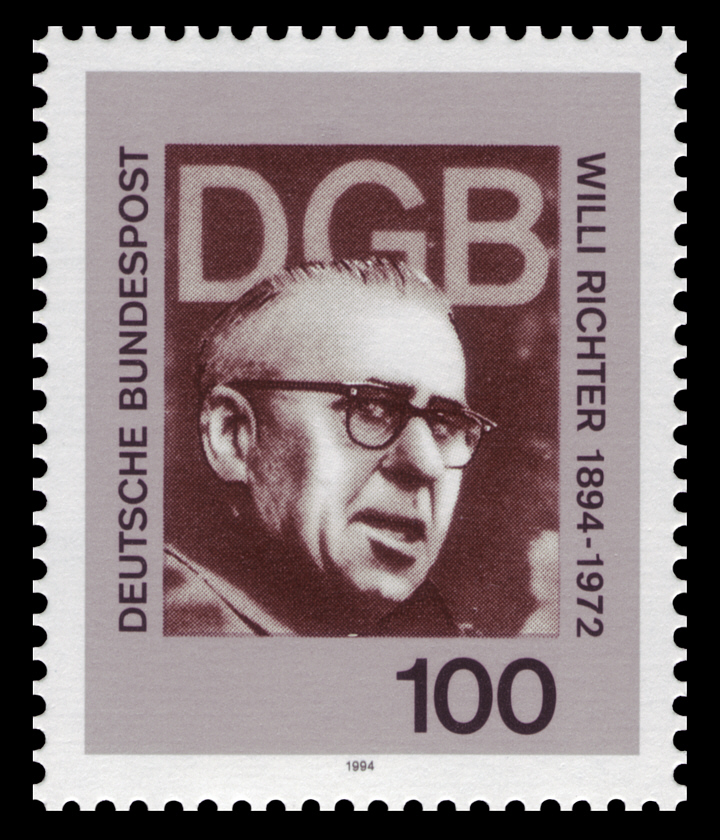
Willi Richter auf einer Briefmarke der Bundespost

Willi Richter (* 1. Oktober 1894 in Frankfurt-Bornheim; † 27. November 1972 ebenda) war ein deutscher Gewerkschaftsfunktionär und Politiker der SPD.

## Leben
Willi Richter war der Sohn eines Schlossers. Er besuchte die Volksschule und erlernte den Beruf eines Feinmechanikers. Während des Ersten Weltkrieges wurde er verwundet und nach der Gesundung zur Arbeit in den kriegswichtigen Frankfurter Adlerwerken verpflichtet. Danach war er Angestellter der Stadtverwaltung Frankfurt am Main. Im Alter von nur 27 Jahren stand er dem Gesamtbetriebsrat aller Kommunalbetriebe von Frankfurt vor. Richter nutzte die Fortbildungsmöglichkeiten der gewerkschaftsnahen Akademie der Arbeit und bildete sich in dieser Zeit als Gasthörer an der Universität Frankfurt weiter.
Frühzeitig hatte er den Weg zur SPD und zur Gewerkschaftsbewegung gefunden. 1913 trat er dem Deutschen Metallarbeiter-Verband (DMV) bei. In der Gewerkschaft war er ab 1926 zunächst als Sekretär im Gesamtverband der öffentlichen Betriebe in Darmstadt und dann von 1928 bis 1933 als Bezirkssekretär im Allgemeinen Deutschen Gewerkschaftsbund, ab 1929 als Stadtverordneter und als Mitglied des Stadtrates ebenfalls in Darmstadt tätig. Als Sozialdemokrat und Gewerkschafter wurde Richter im Jahre 1933 sogleich entlassen. Er wurde wie viele seiner Kollegen und Genossen unter Polizeiaufsicht gestellt und mehrmals verhaftet. Er musste sich in der NS-Zeit als Handelsvertreter durchschlagen.
Richter war von 1947 bis 1949 Mitglied des Wirtschaftsrates der Bizone und dort Vorsitzender des Politischen Prüfungsausschusses und des Ausschusses für Arbeit. Er gehörte dem Deutschen Bundestag seit dessen erster Wahl 1949 bis 1957 an. Er war 1949 bis 1953 stellvertretender Vorsitzender des Bundestagsausschusses für Arbeit und von 1949 bis 1957 Vorsitzender des Ausschusses für Sozialpolitik.
1950 war Richter bereits hauptamtlich in den DGB-Bundesvorstand in Düsseldorf als Geschäftsführer berufen worden. Auch hier verwaltete er bis 1956 das sozial-politische Referat. Auf dem 4. Bundeskongress des DGB in Hamburg wurde Richter als Nachfolger Walter Freitags auf drei Jahre am 6. Oktober 1956 zum Vorsitzenden des DGB gewählt. Richter war seit 1956 auch Vizepräsident des Internationalen Bundes Freier Gewerkschaften in Brüssel, Vorstandsmitglied des Internationalen Arbeitsamtes in Genf und Arbeitnehmerdelegierter bei der Internationalen Arbeitskonferenz, ferner Vorstandsmitglied des Internationalen Instituts für Arbeitsfragen. Er war weiter Mitglied des Europaparlaments und gehörte dem Senat der Max-Planck-Gesellschaft an.
Als Vorsitzender des DGB setzte sich Richter vor allem für die Einführung der 40-Stunden-Woche ein. In seinem Grundsatzreferat vor dem 5. Bundeskongress des DGB in Stuttgart sprach er sich Anfang September 1959 für die aktive Lohnpolitik, eine gerechte Eigentumsverteilung, die Fünftagewoche, eine soziale Miet- und Steuerpolitik und die Gleichstellung von Beamten, Arbeitern und Angestellten aus. Richter verfocht eine offensive Wiedervereinigungspolitik und eine allgemeine Abrüstung und den Verzicht auf Atomwaffen, um dieses Ziel zu erreichen. Eine aktive Wiedervereinigungspolitik schloss einen Kontakt zu den Organen der DDR aus. Wie der IG Metallvorsitzende Otto Brenner war Richter aufgrund der Erfahrungen mit der kommunistischen Herrschaftspraxis in Osteuropa und des Arbeiter- und Volksaufstandes in der DDR vom 17. Juni 1953 überzeugter Antikommunist. Zur Verteidigung der freien Welt sei die Solidarität mit den Entwicklungsländern unabdingbar.
Seit 1948 war er Vorsitzender des Planungsausschusses zur Errichtung einer Verwaltung für Arbeit, der die Grundlagen für die Errichtung der Bundesanstalt für Arbeit (heute Bundesagentur für Arbeit) schuf. Mit Robert Pferdmenges (CDU) und Karl Atzenroth (FDP) ist er maßgeblich an der Erarbeitung der Mitbestimmungsgesetze (1951: Montanmitbestimmungsgesetz, 1952: Betriebsverfassungsgesetz, 1953: Personalvertretungsgesetz) beteiligt gewesen.
Richter war damit einer der Väter der Arbeits- und Sozialordnung der Bundesrepublik Deutschland, wie sie dem Grunde nach bis heute besteht.
Anlässlich seines 65. Geburtstages wurde er 1959 mit dem Bundesverdienstkreuz mit Schärpe und Schulterband ausgezeichnet. Das Große Bundesverdienstkreuz mit Stern hatte er bereits 1958 erhalten. 1961 erhielt er diese Auszeichnung „mit Stern und Schulterband“ und eine Ehrenplakette der Stadt Frankfurt am Main.
Vorsitzender des Deutschen Gewerkschaftsbundes (DGB) war er bis zum 26. Oktober 1962. 1960 war er in der Regierungsmannschaft des SPD-Kanzlerkandidaten Willy Brandt als Sozialminister vorgesehen.
Seine Grabstätte befindet sich auf dem Hauptfriedhof Frankfurt am Main (Gewann G 1785a).

## Ehrungen
- 1956: Großes Verdienstkreuz mit Stern
- 1959: Ehrenplakette der Stadt Frankfurt am Main
- 1966: Wilhelm-Leuschner-Medaille[2]